# Senegal ai Giochi della XXXII Olimpiade
Il Senegal ha partecipato ai Giochi della XXXII Olimpiade, che si sono svolti a Tokyo, Giappone, dal 23 luglio all'8 agosto 2021 (inizialmente previsti dal 24 luglio al 9 agosto 2020 ma posticipati per la pandemia di COVID-19) con nove atleti, sei uomini e due donne.
Si è trattato della quindicesima partecipazione di questo paese ai Giochi estivi.

## Delegazione
| Sport            | Uomini | Donne | Totale |
| ---------------- | ------ | ----- | ------ |
| Atletica leggera | 1      | -     | 1      |
| Canoa/kayak      | 1      | -     | 1      |
| Judo             | 1      | -     | 1      |
| Lotta            | 1      | -     | 1      |
| Nuoto            | 1      | 1     | 2      |
| Scherma          | -      | 1     | 1      |
| Tennis tavolo    | 1      | -     | 1      |
| Tiro             | -      | 1     | 1      |
| Totale           | 6      | 3     | 9      |

## Risultati

### Atletica leggera
Maschile
Eventi su pista e strada
| Atleta               | Evento         | Batteria  | Batteria  | Semifinale      | Semifinale      | Finale          | Finale          |
| Atleta               | Evento         | Risultato | Posizione | Risultato       | Posizione       | Risultato       | Posizione       |
| -------------------- | -------------- | --------- | --------- | --------------- | --------------- | --------------- | --------------- |
| Louis François Mendy | 110 m ostacoli | 13''84    | 7º        | non qualificato | non qualificato | non qualificato | non qualificato |

### Canoa/Kayak

#### Slalom
| Atleta              | Evento      | Qualificazioni | Qualificazioni | Qualificazioni | Qualificazioni | Qualificazioni | Qualificazioni | Semifinali      | Semifinali      | Semifinali      | Finale          | Finale          | Finale          |
| Atleta              | Evento      | 1ª manche      | Pos.           | 2ª manche      | Pos.           | Migliore       | Posizione      | Penalità        | Tempo           | Posizione       | Penalità        | Tempo           | Posizione       |
| ------------------- | ----------- | -------------- | -------------- | -------------- | -------------- | -------------- | -------------- | --------------- | --------------- | --------------- | --------------- | --------------- | --------------- |
| Jean-Pierre Bourhis | C1 maschile | 111.16         | 14º            | 110.93         | 16º            | 110.93         | 17º            | non qualificato | non qualificato | non qualificato | non qualificato | non qualificato | non qualificato |

### Judo
| Atleta          | Evento           | 16-esimi             | Ottavi                    | Quarti               | Semifinali           | Ripescaggio          | Med. bronzo          | Finale               | Posizione       |
| Atleta          | Evento           | Avversario Risultato | Avversario Risultato      | Avversario Risultato | Avversario Risultato | Avversario Risultato | Avversario Risultato | Avversario Risultato | Posizione       |
| --------------- | ---------------- | -------------------- | ------------------------- | -------------------- | -------------------- | -------------------- | -------------------- | -------------------- | --------------- |
| Mbagnick Ndiaye | +100 kg maschile | Bye                  | T. Bašaev (ROC) P (00-10) | non qualificato      | non qualificato      | non qualificato      | non qualificato      | non qualificato      | non qualificato |

### Lotta

#### Libera
| Atleta       | Evento         | Qualificazione       | Ottavi                | Quarti               | Semifinali           | Ripescaggio Turno 1          | Ripescaggio Turno 2  | Finale/ Finale per il bronzo | Pos.            |
| Atleta       | Evento         | Avversario Risultato | Avversario Risultato  | Avversario Risultato | Avversario Risultato | Avversario Risultato         | Avversario Risultato | Avversario Risultato         | Pos.            |
| ------------ | -------------- | -------------------- | --------------------- | -------------------- | -------------------- | ---------------------------- | -------------------- | ---------------------------- | --------------- |
| Adama Diatta | 65 kg maschile | N.D.                 | Aliyev H. (AZE) P 0-4 | non qualificato      | non qualificato      | Niyazbekov D. (KAZ) P (0-10) | non qualificato      | non qualificato              | non qualificato |

### Nuoto
| Atleta          | Gara                         | Batterie | Batterie | Semifinali      | Semifinali      | Finale          | Finale          |
| Atleta          | Gara                         | Tempo    | Pos.     | Tempo           | Pos.            | Tempo           | Pos.            |
| --------------- | ---------------------------- | -------- | -------- | --------------- | --------------- | --------------- | --------------- |
| Steven Aimable  | 100 m farfalla maschili      | 53.64    | 49º      | non qualificato | non qualificato | non qualificato | non qualificato |
| Jeanne Boutbien | 100 m stile libero femminili | 59.27    | 46ª      | non qualificata | non qualificata | non qualificata | non qualificata |

### Scherma
| Atleta              | Evento                      | Trentaduesimi        | Sedicesimi            | Ottavi di finale     | Quarti di finale     | Semifinali           | Finale               | Pos.            |
| Atleta              | Evento                      | Avversario Risultato | Avversario Risultato  | Avversario Risultato | Avversario Risultato | Avversario Risultato | Avversario Risultato | Pos.            |
| ------------------- | --------------------------- | -------------------- | --------------------- | -------------------- | -------------------- | -------------------- | -------------------- | --------------- |
| Ndèye Binta Diongue | Spada individuale femminile | Bye                  | Lin S. (CHN) P (6-15) | non qualificata      | non qualificata      | non qualificata      | non qualificata      | non qualificata |

### Tennistavolo
| Atleta        | Evento           | 64-esimi      | 64-esimi | 32-esimi        | 32-esimi        | 16-esimi        | 16-esimi        | Ottavi di finale | Ottavi di finale | Quarti di finale | Quarti di finale | Semifinali      | Semifinali      | Finale          | Finale          | Classifica      |
| Atleta        | Evento           | Avver.        | Punt.    | Avver.          | Punt.           | Avver.          | Punt.           | Avver.           | Punt.            | Avver.           | Punt.            | Avver.          | Punt.           | Avver.          | Punt.           | Classifica      |
| ------------- | ---------------- | ------------- | -------- | --------------- | --------------- | --------------- | --------------- | ---------------- | ---------------- | ---------------- | ---------------- | --------------- | --------------- | --------------- | --------------- | --------------- |
| Ibrahima Diaw | Singolo maschile | C. Chew (SGP) | P 2-4    | non qualificato | non qualificato | non qualificato | non qualificato | non qualificato  | non qualificato  | non qualificato  | non qualificato  | non qualificato | non qualificato | non qualificato | non qualificato | non qualificato |

### Tiro a volo
| Atleta       | Evento          | Qualificazione | Qualificazione | Finale          | Finale          |
| Atleta       | Evento          | Punteggio      | Classifica     | Punteggio       | Classifica      |
| ------------ | --------------- | -------------- | -------------- | --------------- | --------------- |
| Chiara Costa | Skeet femminile | 18             | 28ª            | non qualificata | non qualificata |